# Ajinomoto Stadium
Ajinomoto Stadium (japonsky 味の素スタジアム, Ajinomoto Sutajiamu) nebo také Tokyo Stadium či česky Tokijský stadión je víceúčelový stadion v japonském Tokiu ve čtvrti Čófu u letiště Čófu. Stadion byl postaven v roce 2001 na místě zaniklé americké vojenské oblasti. Vlastníkem stadionu je město Tokio. Stadion je využíván ke sportům (především fotbal a ragby a občasně i k jiným sportům) a také k jiným aktivitám (především koncerty a trhy). Kapacita stadionu je 49970 návštěvníků. Stadion byl také využit také jako nouzový přístřešek při odstraňování následků ničivého zemětřesení a tsunami v Tóhoku 2011, při Mistrovství světa v ragby 2019 a při Letních olympijských hrách 2020 (kvůli pandemii covidu-19 konaných až v roce 2021).

## Galerie

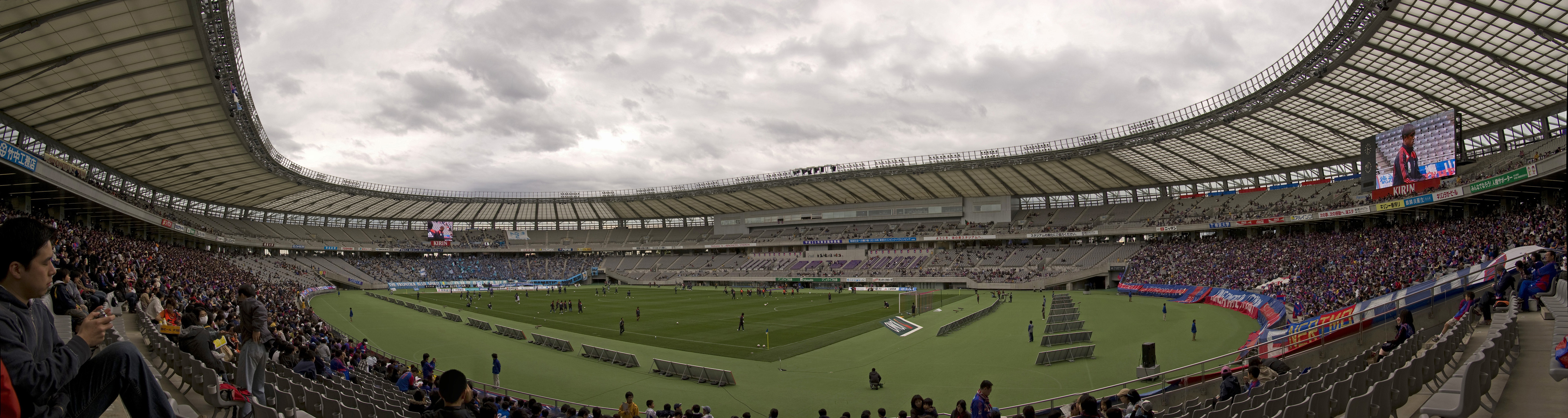
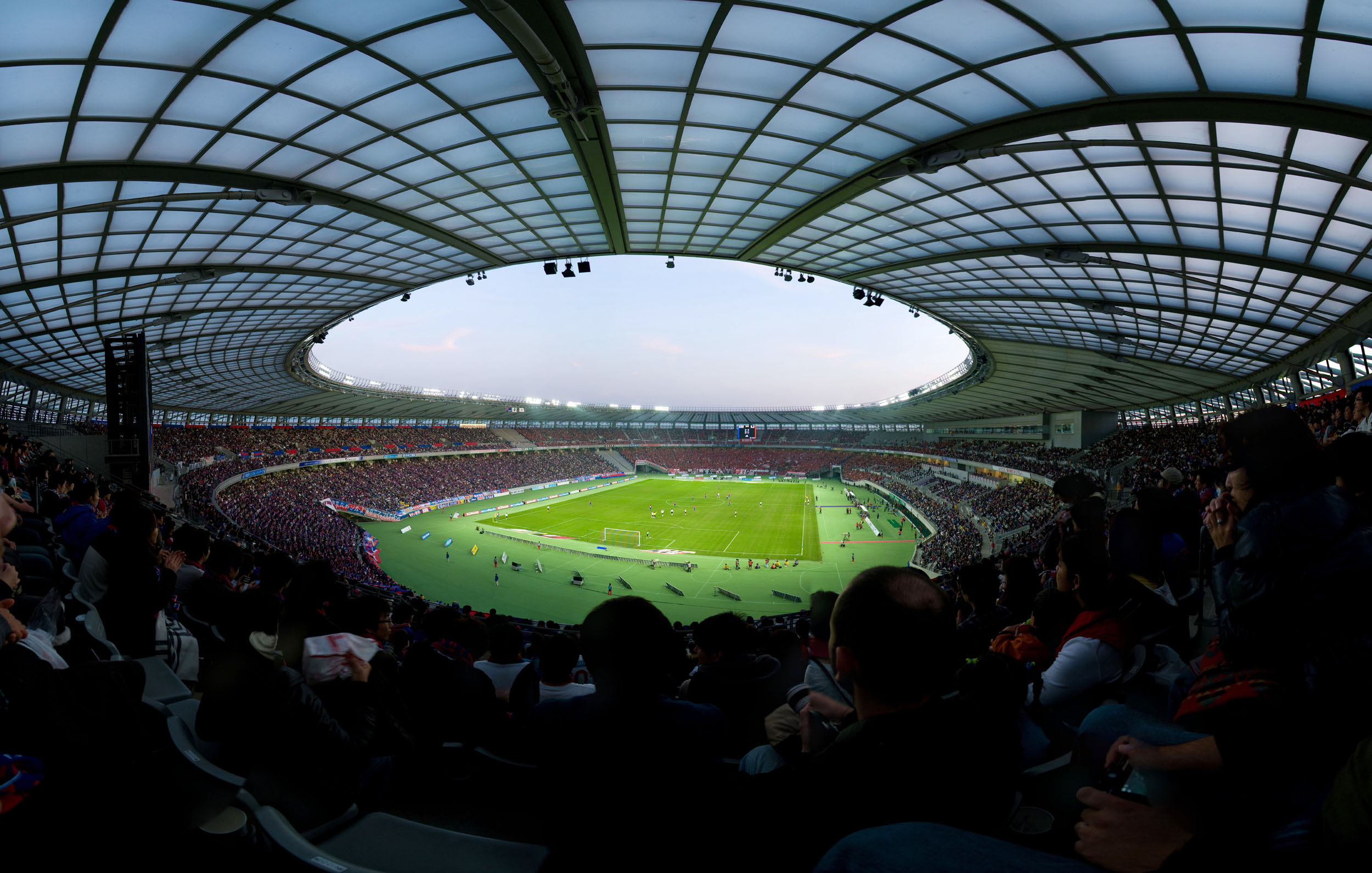
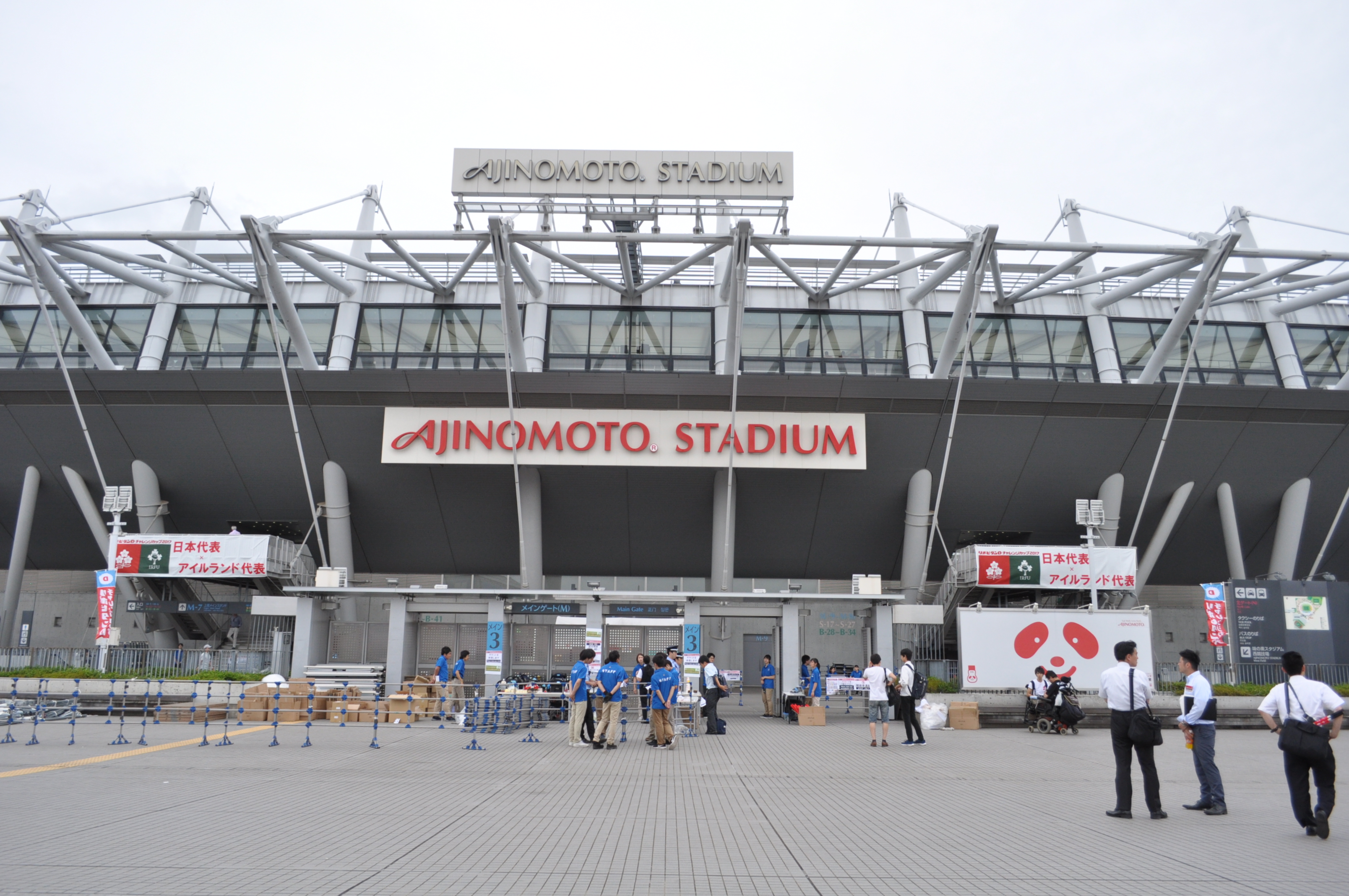